# Müritz-Saga

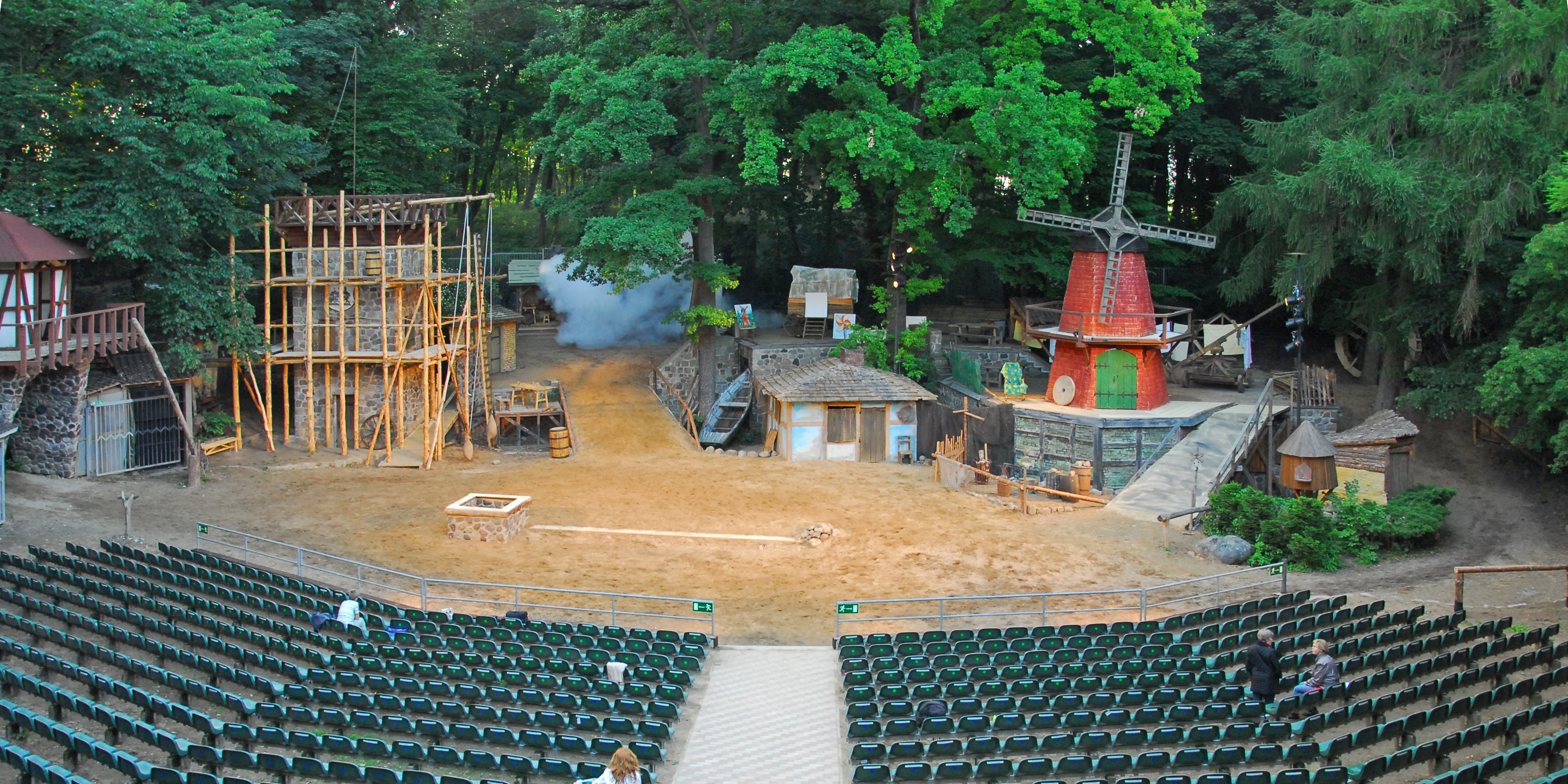
Bühne von 2012 im Aufbau

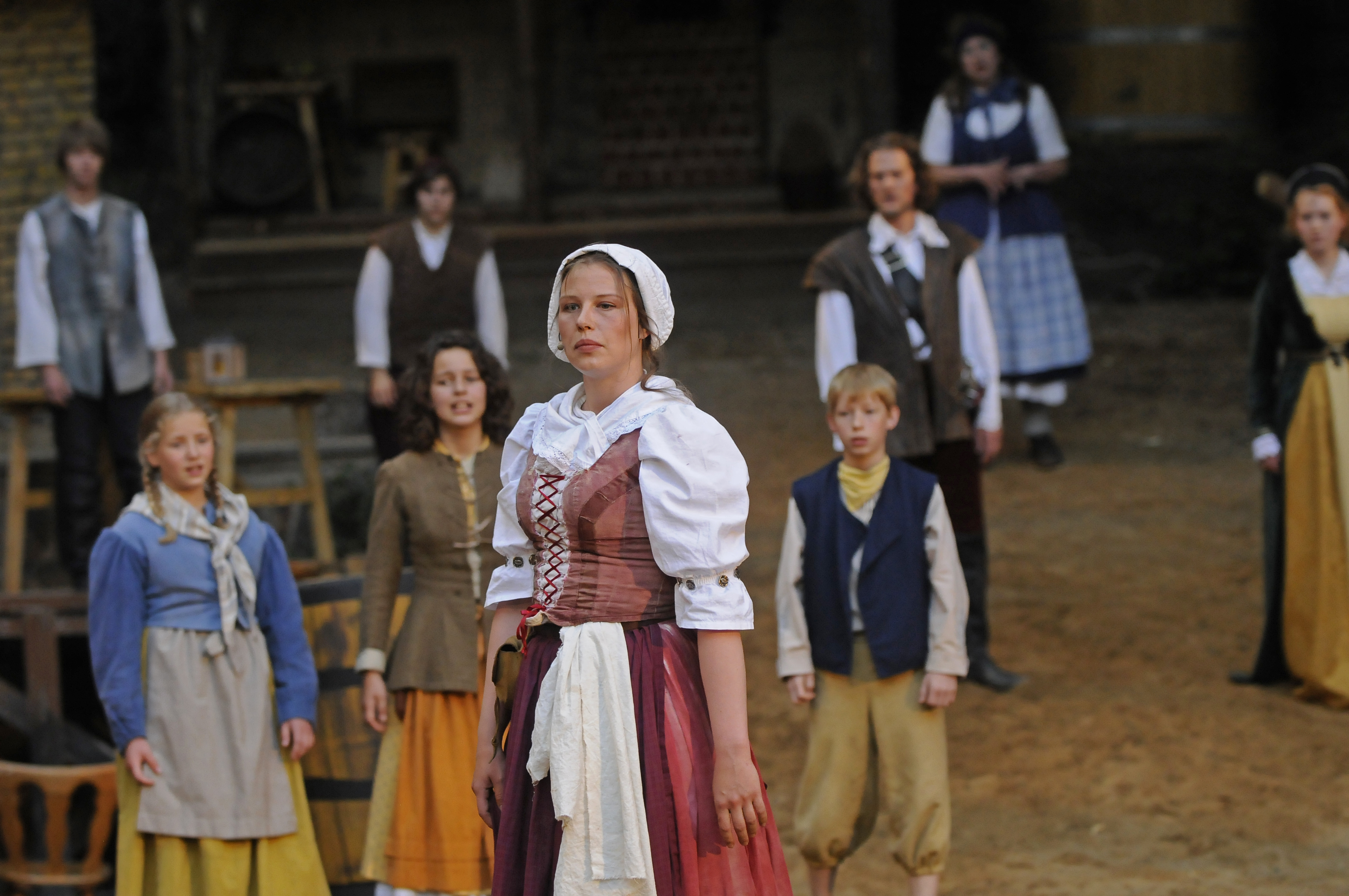
Ausschnitt aus der Saison 2012

Die Müritz-Saga finden seit 2006 jährlich von Ende Juni bis Anfang September im Freilichttheater auf dem Mühlenberg in Waren (Müritz) statt. Jedes Jahr wird ein Freilichttheaterstück mit einer fiktiven Handlung über die Familie von Warentin in der Müritz-Region aufgeführt.

## Geschichte
1969 wurde das Freilichttheater auf dem Mühlenberg in Waren (Müritz) errichtet.
Im Jahr 2005 kaufte der Schauspieler Nils Düwell das alte Freilichttheater. Nach einem umfassenden Umbau des Theaters, wozu die Restaurierung der Naturbühne, die Erneuerung der Zuschauerränge und der Neubau eines Gebäudes für Licht- und Tontechnik gehört, wurde 2006 das Freilichttheater für die Müritz-Saga neu eröffnet.
Im Sommer 2009 entstand auf dem Gelände ein Cateringhaus im mittelalterlichen Stil. Im Jahr 2015 wurde der Eingangsbereich des Theaters neu gestaltet.

## Mitwirkende
| Schauspieler        | Zeitraum        | Rolle                              |
| ------------------- | --------------- | ---------------------------------- |
| Stefan Plepp        | 2006            | Zacharias von Warentin             |
| Dietmar Rüttiger    | 2007            | Zacharias von Warentin             |
| Peter Princz        | 2008            | Zacharias von Warentin             |
| Peter Foyse         | 2011            | Wolf von Warentin                  |
| Ulrich Blöcher      | 2012–2013       | Wolf von Warentin                  |
| Heiner Kock         | 2014            | Abel von Warentin                  |
| Fridolin Richter    | 2015            | Wolf von Warentin                  |
| Rocco Hauff         | 2009–2010, 2016 | Zacharias von Warentin (2009–2010) |
| Rocco Hauff         | 2009–2010, 2016 | Wolf von Warentin (2016)           |
| Jonas Broxtermann   | 2017            | Zacharias von Warentin             |
| Jens Bache          | 2018–2019       | Zacharias von Warentin             |
| Chris M. Nachtigall | seit 2022       | Zacharias von Warentin             |

### Übersicht der bisher aufgetretenen Schauspieler (in Nebenrollen)
| - Peter Anders: seit 2023 - Joanna Castelli: seit 2023 - Ronja Geburzky: seit 2022 - Hardy Halama: seit 2008 - Rocco Hauff: 2011–2012, 2014–2015, seit 2017 - Tobias Hübsch: seit 2017 - Alexander Knappe: seit 2022 - Hendrik Leschke: seit 2018 - Qirong Tian: seit 2019 - Nikolai Arnold: 2022 - Louison Cornu: 2022 - Luiz Fichtner: 2018, 2022 - Franz Lenski: 2022 - Eva-Marie Peters: 2022 - Lousia Rasch: 2018, 2022 - Lasse Schwenn: 2016, 2018, 2022 - Jennifer Toman: 2022 - Tancredi Volpert: 2022 - Matthias Belgard: 2019 - Klaus Dittrich: 2018–2019 - Hendrik Flacke: 2019 - Jana Koch: 2019 - Dana Ruchay-Steffen: 2019 - Igor Schwab: 2019 - Alexandra Sydow: 2019 - Phillipp-Oliver Baumgarten: 2016, 2018 - Zoé Gardemann: 2017–2018 - Pia Klausch: 2018 - Ray Kupper: 2017–2018 - Anne Marie Lehmann: 2017–2018 - Alexander Baab: 2017 - Cecile Herchenbach: 2017 - Alexandra Krüger: 2013–2017 | - Botond von Gaal: 2017 - Elke Zeh: 2013–2014, 2016–2017 - Manuel Bank: 2016 - Bozena Baranowska: 2011–2014, 2016 - Laurence Burr: 2016 - Minette-Josephine Engels: 2016 - Tim Forssmann: 2016 - Zoe Gardemann: 2016 - Blanca Hahn: 2013–2016 - Johann Hub: 2013–2016 - Michelle Kirsche: 2016 - Laura Koppka: 2016 - Till Petri: 2016 - Ilian Simeonow: 2015–2016 - Benedict Badenius: 2015 - Michael Dreesen: 2015 - Paula Hub: 2012–2013, 2015 - Jenny Klippel: 2015 - Stephanie Krogmann: 2015 - Friederike Ziegler: 2015 - Christian Arnold: 2014 - Cara-Ronja Fedler: 2014 - Alexander Flache: 2014 - Eric Mahlau: 2012–2014 - Nina-Mercedés Rühl: 2014 - Stefan Bergel: 2013 - Grian Duesberg: 2013 - Ute Lubosch: 2007–2013 - Dan Merkert: 2013 - Uwe Bauer: 2011–2012 - Nele Behm: 2012 - Eduard Burza: 2012 - Lill-Ann Hochkeppler: 2012 - Norbert Hülm: 2012 | - Carolin Reschke: 2011–2012 - Thomas Schwenn: 2011–2012 - Lisenka Sedlacek: 2011–2012 - Cathrein Unger: 2012 - Anne Grabowski: 2011 - Stephan Siegfried: 2007–2011 - Anika Wyludda: 2011 - Sibylle Gogg: 2010 - Heiner Kock: 2009–2010 - Heiko Schendel: 2010 - Ilka Teichmüller: 2007, 2010 - Tilo Werner: 2008–2010 - Albek Azaew: 2009 - Tamerlan Azaew: 2009–2011 - Steffen Bleichrodt: 2007–2009 - Melvin Conseur: 2008–2009 - Patricia Hachtel: 2009 - Ralph Hennings: 2007–2009 - Dietmar Kohse: 2009 - Karsten Kramer: 2009 - Mario Lohmann: 2008–2009 - Kristin Wolf: 2007–2009 - Peter Drescher: 2008 - Jana Hanke: 2008 - Peter Ritz: 2008 - Sabine Weitzel: 2008 - Joachim Paul Assböck: 2007 - Reinhard Friedrich: 2007 - Detlef Kreuzberger: 2007 - Katharina Melzer: 2007 - Stefan Schleue: 2007 - Carlo Schmidt: 2007 - Nils Schönlau: 2007 - Ingmar Skrinjar: 2007 - 2006 1 |

## Übersicht der Inszenierungen
| Spielzeit | Zyklus | Spielzeitraum                | Inszenierung                  | Regie                           | Hauptdarsteller                 |
| --------- | ------ | ---------------------------- | ----------------------------- | ------------------------------- | ------------------------------- |
| 001.      | I.     | 23. Juni – 3. September 2006 | Zeit der Hoffnung             | Nils Düwell                     | Stefan Plepp                    |
| 002.      | I.     | 29. Juni – 1. September 2007 | Unter dem Hexenhammer         | Nils Düwell                     | Dietmar Rüttiger                |
| 003.      | I.     | 4. Juli – 6. September 2008  | Pakt mit dem Teufel           | Nils Düwell                     | Peter Princz                    |
| 004.      | I.     | 26. Juni – 5. September 2009 | Teufel, Pest und fromme Worte | Nils Düwell                     | Rocco Hauff                     |
| 005.      | I.     | 2. Juli – 4. September 2010  | Die Maske fällt               | Nils Düwell                     | Rocco Hauff                     |
| 006.      | II.    | 1. Juli – 3. September 2011  | Wolf von Warentin             | Nils Düwell                     | Peter Foyse                     |
| 007.      | II.    | 29. Juni – 1. September 2012 | Ein Herz & eine Klinge        | Nils Düwell                     | Ulrich Blöcher                  |
| 008.      | II.    | 29. Juni – 31. August 2013   | Gottesfurcht im Niemandsland  | Nils Düwell                     | Ulrich Blöcher                  |
| 009.      | II.    | 5. Juli – 6. September 2014  | Um Leib und Leben             | Nils Düwell                     | Heiner Kock                     |
| 010.      | II.    | 11. Juli – 4. September 2015 | Schatten der Vergangenheit    | Nils Düwell                     | Fridolin Richter                |
| 011.      | II.    | 9. Juli – 3. September 2016  | Das Vermächtnis               | Nils Düwell                     | Rocco Hauff                     |
| 012.      | III.   | 1. Juli – 2. September 2017  | Die Maske kehrt zurück        | Nils Düwell                     | Jonas Broxtermann               |
| 013.      | III.   | 30. Juni – 25. August 2018   | Im Bann des Hexenjägers       | Nils Düwell                     | Jens Bache                      |
| 014.      | III.   | 22. Juni – 24. August 2019   | Ratsherr, Rächer und Rebell   | Nils Düwell                     | Jens Bache                      |
| 015.      | III.   | 27. Juni – 29. August 2020   | Des Teufels Schergen          | Auf Grund von COVID-19 abgesagt | Auf Grund von COVID-19 abgesagt |
| 015.      | III.   | 26. Juni – 28. August 2021   | Des Teufels Schergen          | Auf Grund von COVID-19 abgesagt | Auf Grund von COVID-19 abgesagt |
| 015.      | III.   | 2. Juli – 27. August 2022    | Des Teufels Schergen          | Nils Düwell                     | Chris M. Nachtigall             |
| 016.      | III.   | 1. Juli – 26. August 2023    | Die Schatzsuche               | Nils Düwell                     | Chris M. Nachtigall             |
| 017.      | III.   | 29. Juni – 24. August 2024   | Verraten und verkauft         | Nils Düwell                     | Chris M. Nachtigall             |

## Trivia
Die Freilichttheaterstücke werden mit Sagen, Geschichten und Legenden der Region Waren (Müritz) und der Mecklenburgischen Seenplatte ergänzt.
Die Zuschauertribüne des Freilichttheaters hat eine Kapazität von 1200 Sitzplätzen.